# Таухід
Таухід (араб. توحيد, латиніз. tawḥīd) — єдинобожжя. У ісламі визнання того, що (Бог) Аллах є єдиним творцем — Господом всього сущого, він наділений прекрасними іменами й досконалими якостями. Таухід є основою мусульманської релігії, її головною складовою. Аяти Корану мекканського періоду життя Мухаммеда, найповніше розкривають сутність єдинобожжя. Пізніше принципи цієї доктрини були докладно вивчені та систематизовані мусульманськими вченими.
Основною засадою ісламського єдинобожжя є твердження про те, що існує лише один Бог — творець всього сущого буття. Всі процеси у всесвіті творяться лише ним, за посередництвом його Слова, виконавцями якого є ангели, що позбавлені власної волі. Творець вічний і нескінченний. Крім єдиного творця не існує інших богів. Всі його потребують, а він не потребує нікого і нічого.
Ісламська доктрина єдинобожжя відкидає християнські уявлення про Божі іпостасі. Відкидається також і твердження юдеїв про те, що творець прихильний лише до одного обраного народу.
Одною з коранічних сур, в якій найповніше висловлені загальні принципи концепції ісламського єдинобожжя, є сура «аль-Іхляс» («Чистота»), (112):
|                                                          | Скажи: «Він - Аллаг - Єдиний, Аллаг - Той, до Кого прагнуть, не народив і не був народжений, і ніхто не був рівним Йому!» |
| — Коран. Переклад смислів українською мовою М. Якубовича | |

Згідно з ісламським вченням, Богові також властиві ознаки, але його ознаки не є чимось відмінним від його сутності.
Творець також має різні імена атрибутивного характеру. Найчастіше вживається ім’я Аллах. Кожен мусульманин зобов’язаний вірити в усі імена та якості Бога, про які йдеться у коранічних аятах та традиційних хадисах. Ці імена і якості не можна приписувати жодному з творінь. Для мусульман якості Бога необхідно розуміти так, як вони описані у священних текстах, не трактувати їх довільно і не уподібнювати їх до імен і якостей творінь, надаючи їм матеріальної форми.
Згідно з ісламською доктриною єдинобожжя, Бог володіє абсолютною силою і могутністю. Лише він може створювати різноманітні форми живої і неживої природи та знищувати їх. Ніхто не може скасувати Божі повеління. Світ створений ним не для розваги. Все в цьому світі має глибокий сенс і влаштоване згідно з першопочатковим планом творця.
Абсолютна влада над світом належить лише Богові. Законодавчі функції також належать йому.
Бог не є лише творцем світу, він присутній у ньому і керує всіма процесами. Завдяки цьому, його творіння наділені здатністю до життєдіяльності і забезпечуються необхідними для цього засобами.
Бог милостивий до своїх творінь, він не бажає їм зла. Несправедливість стосовно людини відбувається виключно завдяки людським діям, що породжують зло. Однак несправедливість не лишиться безкарною. За всі свої вчинки люди будуть відповідати перед Богом в день Страшного суду.
Невіддільною частиною ісламської доктрини єдинобожжя є необхідність служіння Богові та здійснення актів поклоніння йому. Служіння і поклоніння не можна здійснювати нікому і нічому окрім єдиного Бога.
Актами служіння є не лише конкретні релігійні обряди, але все людське життя, вчинки, що мусять бути натхненними щирою вірою у творця. Люди мусять сумлінно виконувати всі Божі повеління — робити лише те, що дозволене Богом і утримуватися від забороненого ним.